# Leucophysalis
Leucophysalis är ett släkte av potatisväxter. Leucophysalis ingår i familjen potatisväxter.
Kladogram enligt Catalogue of Life:
| Leucophysalis | \| \| Leucophysalis grandiflora \| \| \| \| \| \| Leucophysalis nana \| \| \| \| |
|               | \| \| Leucophysalis grandiflora \| \| \| \| \| \| Leucophysalis nana \| \| \| \| |
|               | Leucophysalis grandiflora                                                        |
|               |                                                                                  |
|               | Leucophysalis nana                                                               |
|               |                                                                                  |